# Kornvelting i Gásadali
Kornvelting i Gásadali er en dansk dokumentarfilm fra 1986 instrueret af Teit Jørgensen og Rolf Guttesen. Gásadali eller Gásadalur er en bygd på Færøerne.

## Handling
Denne artikel mangler et handlingsreferat. Hjælp os med at skrive det.